# Centralne Kierownictwo Ruchu Ludowego
Centralne Kierownictwo Ruchu Ludowego – konspiracyjne kierownictwo polskiego ruchu ludowego w czasie II wojny światowej.

## Historia
CKRL zostało utworzone w lutym 1940 przez Macieja Rataja, który powołał do współpracy Józefa Niećkę, Józefa Grudzińskiego i Stanisława Osieckiego.
Na pierwszym posiedzeniu CKRL zajęło się przede wszystkim sprawami organizacyjnymi. Podporządkował się mu na czas wojny Związek Młodzieży Wiejskiej „Wici”, Związek Inteligencji Ludowej i Przyjaciół Wsi, Ludowy Związek Kobiet, jak również część Chłopskiej Organizacji Wolności „Racławice” i CZMW „Siew”. Utworzono również Komisję Programową, a na jej przewodniczącego powołano Stanisława Miłkowskiego.
CKRL powołało ludową organizację konspiracyjną Stronnictwo Ludowe „Roch”. CKRL sprawowało zwierzchnictwo nad całością politycznej i wojskowej  działalności konspiracyjnego ruchu ludowego. Jego pełnomocnicy byli zwierzchnikami Batalionów Chłopskich (Józef Niećko), Ludowej Straży Bezpieczeństwa (Stanisław Koter) i Ludowego Związku Kobiet. Przewodniczący CKRL był jednocześnie przewodniczącym SL Roch.

## Przewodniczący CKRL
1. Maciej Rataj (II–VI 1940)
2. Stanisław Osiecki (VI 1940 – VIII 1944)
3. Kazimierz Bagiński (X–XI 1944)
4. Józef Niećko (XI 1944 – VII 1945)

## Członkowie CKRL
- Maciej Rataj (II–VI 1940)
- Józef Niećko (II 1940)
- Józef Grudziński (II 1940)
- Stanisław Osiecki (II 1940)
- Romuald Tyczyński (IV–V 1940)
- Stanisław Mierzwa
- Kazimierz Bagiński